# Lansing (Carolina del Nord)
Lansing és una població dels Estats Units a l'estat de Carolina del Nord. Segons el cens del 2000 tenia 151 habitants.

## Demografia
Segons el cens del 2000, Lansing tenia 151 habitants, 69 habitatges i 38 famílies. La densitat de població era de 153,4 habitants per km².
Dels 69 habitatges en un 27,5% hi vivien nens de menys de 18 anys, en un 36,2% hi vivien parelles casades, en un 17,4% dones solteres, i en un 43,5% no eren unitats familiars. En el 42% dels habitatges hi vivien persones soles el 26,1% de les quals corresponia a persones de 65 anys o més que vivien soles. El nombre mitjà de persones vivint en cada habitatge era de 2,19 i el nombre mitjà de persones que vivien en cada família era de 3,03.
Per edats la població es repartia de la següent manera: un 24,5% tenia menys de 18 anys, un 8,6% entre 18 i 24, un 27,8% entre 25 i 44, un 17,9% de 45 a 60 i un 21,2% 65 anys o més.
L'edat mediana era de 37 anys. Per cada 100 dones de 18 o més anys hi havia 72,7 homes.
La renda mediana per habitatge era de 18.125 $ i la renda mediana per família de 26.563 $. Els homes tenien una renda mediana de 21.250 $ mentre que les dones 18.571 $. La renda per capita de la població era d'11.560 $. Entorn del 9,8% de les famílies i el 17,3% de la població estaven per davall del llindar de pobresa.

## Poblacions més properes
El següent diagrama mostra les poblacions més properes.